# Partido judicial de Sigüenza
El partido judicial n.º 3 de la provincia de Guadalajara o partido judicial de Sigüenza es uno de los tres partidos judiciales (junto con el Partido judicial de Guadalajara y el Partido Judicial de Molina de Aragón) en los que se divide la provincia de Guadalajara (España) y que tiene como cabeza la localidad de Sigüenza. Engloba a setenta y un municipios y una unidad judicial.

## Municipios
El ámbito territorial, que viene regulado por el Real Decreto 529/1983, de 9 de marzo, comprende los municipios de:
- Albendiego
- Alcolea de las Peñas
- Alcolea del Pinar
- Algora
- Almadrones
- Angón
- Anguita
- Arroyo de las Fraguas
- Atienza
- Baides
- Bañuelos
- La Bodera
- Bujalaro
- Bustares
- Campisábalos
- Cantalojas
- Castejón de Henares
- Cendejas de Enmedio
- Cendejas de la Torre
- Cincovillas
- Condemios de Abajo
- Condemios de Arriba
- Congostrina
- Estriégana
- Galve de Sorbe
- Gascueña de Bornova
- Hiendelaencina
- Hijes
- Hortezuela de Océn
- La Huerce
- Huérmeces del Cerro
- Iniéstola
- Jadraque
- Jirueque
- Luzaga
- Mandayona
- Matillas
- Medranda
- Miedes de Atienza
- La Miñosa
- Mirabueno
- Las Navas de Jadraque
- Negredo
- La Olmeda de Jadraque
- El Ordial
- Pálmaces de Jadraque
- Paredes de Sigüenza
- Pinilla de Jadraque
- Prádena de Atienza
- Rebollosa de Jadraque
- Riofrío del Llano
- Robledo de Corpes
- Romanillos de Atienza
- San Andrés del Congosto
- Santiuste
- Saúca
- Semillas
- Sienes
- Sigüenza
- Somolinos
- La Toba
- Tordelrábano
- Torremocha de Jadraque
- Torremocha del Campo
- Ujados
- Valdelcubo
- Valverde de los Arroyos
- Viana de Jadraque
- Villares de Jadraque
- Villaseca de Henares
- Zarzuela de Jadraque